# Lasse Paulsen
Lasse Paulsen (* 3. September 1974 in Narvik) ist ein ehemaliger norwegischer Skirennläufer. Er startete von 1996 bis 2002 im Skiweltcup und wurde vierfacher Norwegischer Meister.

## Biografie
Erste internationale Erfahrungen sammelte Paulsen bei den Juniorenweltmeisterschaften 1993, erreichte dort aber nur Resultate im hinteren Mittelfeld. Nach mehreren Siegen bei FIS-Rennen startete der Norweger ab der Saison 1996/97 im Skiweltcup. Bereits in seinem ersten Rennen, der Abfahrt von Bormio am 29. Dezember 1996, fuhr er auf Platz 20 und holte auf Anhieb Weltcuppunkte. Ende Februar 1997 kam er auf Rang 18 in der Abfahrt von Garmisch-Partenkirchen. Ähnliche Resultate gelangen ihm auch im nächsten Winter, bestes Saisonergebnis war der 20. Platz in der Abfahrt von Kvitfjell.
Die Saison 1998/99 wurde seine erfolgreichste. Mitte Dezember kam Paulsen im Super-G von Val-d’Isère und in der Abfahrt von Gröden jeweils auf den 13. Platz. Das beste Weltcupergebnis seiner Karriere gelang dem Norweger am 21. Dezember 1998 im Super-G am Patscherkofel bei Innsbruck. Beim legendären Neunfachsieg der österreichischen Mannschaft wurde er bester Nicht-Österreicher und belegte Rang 10. In den Super-Gs von Schladming und Kvitfjell kam er ebenfalls unter die schnellsten 15, bei den Weltmeisterschaften 1999 in Vail/Beaver Creek wurde er 27. im Super-G.
In der Saison 1999/2000 konnte Paulsen diese Ergebnisse nicht wiederholen, lediglich im Riesenslalom von Hinterstoder kam er unter die besten 20. Etwas besser verlief die Saison 2000/01, in der er insgesamt viermal die Top 20 erreichte. Bestes Resultat war der 15. Platz im Riesenslalom von Adelboden. Bei den Weltmeisterschaften 2001 in St. Anton belegte er zeitgleich mit Didier Cuche den 16. Rang im Riesenslalom. Während der Saison 2001/02 musste Paulsen viele Ausfälle verkraften und konnte keinen seiner sechs Riesenslaloms im Ziel beenden. Gegen Saisonende erreichte er im Super-G von Kvitfjell mit Rang 14 sein deutlich bestes Saisonergebnis.
Zu Beginn der Saison 2002/03 erreichte der Norweger nur noch einmal die Punkteränge und bestritt am 20. Dezember 2002 sein letztes Weltcuprennen. Nach der Saison beendete Paulsen seine sportliche Karriere.

## Erfolge

### Weltmeisterschaften
- Vail/Beaver Creek 1999: 27. Super-G
- St. Anton 2001: 16. Riesenslalom

### Weltcup
- 7 Platzierungen unter den besten 15

### Juniorenweltmeisterschaften
- Monte Campione/Colere 1993: 46. Slalom, 56. Super-G

### Norwegische Meisterschaften
- Vierfacher norwegischer Meister (Kombination 1998, Super-G 1999 und 2000, Abfahrt 2001)

### Weitere Erfolge
- 2 Podestplätze im Europacup
- 1 Podestplatz im Australia New Zealand Cup